# U.S. Agent
U.S. Agent, il cui vero nome è John F. Walker, è un personaggio immaginario dei fumetti della Marvel Comics, creato da Mark Gruenwald (testi) e Kieron Dwyer (disegni) su Captain America (I serie) n. 354. Walker in precedenza aveva già vestito i panni del Super-Patriota, creato da Mark Gruenwald (testi) e Paul Neary (disegni) su Captain America (I serie) n. 323.

## Biografia del personaggio
John F. Walker è nato nel sud degli Stati Uniti, precisamente a Custer's Grove, Georgia. Cresciuto idolatrando suo fratello Mike, morto in Vietnam, John si arruolò nell'esercito, con la speranza di diventare "un eroe americano" ed emulare il fratello, ma la mancanza di una guerra non gli diede molte occasioni di mettersi in mostra. Così si congedò quando venne a sapere di una società chiamata Power Broker che, tramite un trattamento di potenziamento artificiale, donava una superforza a chi si sottoponeva alla "cura". Per guadagnare il denaro per poter poi pagare il Power Broker del beneficio ottenuto, si iscrisse alla Unlimited Wrestling Federation (una federazione di Wrestler dai super poteri in cui militò brevemente anche la Cosa dei Fantastici Quattro).
Qui venne contattato da un manager molto avido di nome Ethan Trump che, dopo avergli procurato un costume bianco, rosso e blu e il nome in codice di Super Patriota, cominciò una propaganda per gli States, ove diffamava Capitan America bollandolo come vecchio e superato, autoproclamandosi a nuovo eroe d'America. In queste sue esibizioni veniva accompagnato dai Bold Urbans Commandos, i "B.U.C.K.Y.", in realtà suoi complici che si fingevano dei sostenitori di Cap e aggredivano Walker, che con grande abilità "sconfiggeva" gli aggressori. Per la maggior parte del tempo in cui fu il Super Patriota, Walker si esibì in sceneggiate come queste piuttosto che in vere e proprie imprese eroiche (ci fu anche un breve scontro con Cap, finito in pareggio ma con Walker in vantaggio), ma la sua occasione venne quando un terrorista voleva far saltare il monumento a Washington D.C. con una bomba nucleare. Walker fermò il terrorista, mettendosi in luce su tutti i quotidiani nazionali. Ciò lo portò all'attenzione della Commissione per le attività superumane, che in quei giorni stava cercando un nuovo candidato per il ruolo di Capitan America, ruolo rimasto vacante quando Steve Rogers si rifiutò di operare come agente del governo e sottostare alle loro regole.
Walker accettò con entusiasmo e, dopo un intenso addestramento in cui gli insegnarono a combattere e, soprattutto, ad usare lo scudo come il suo predecessore, divenne ufficialmente il nuovo Capitan America, accompagnato in missione dal suo amico Lemar Hoskins, prima come Bucky, poi come Battlestar. Il suo ex manager Ethan e i suoi ex soci non furono comunque felici della scelta di John, e più di una volta tentarono di ricattarlo. Walker, nel frattempo, si stava adattando al nuovo ruolo, sgominando alcune bande criminali come i Resistenti e i Cani da Guardia. La vendetta di Ethan non tardò ad arrivare quando, durante una diretta televisiva, gli ex B.U.C.K.Y. comparvero e rivelarono a tutta la nazione la sua vera identità: la cosa non sfuggì all'attenzione dei Cani da Guardia che, per vendicarsi di Walker, rapirono suo padre e sua madre per attirarlo in una trappola. Durante la battaglia ci fu una sparatoria e John vide morire i genitori sotto i propri occhi: lo shock fu tale da trasformarlo in una fredda e spietata macchina omicida, che non risparmiava nessuno dei suoi nemici. Questo nuovo, violento Capitan America era diametralmente opposto al Cap originale, che credeva nella sacralità della vita, anche in quella dei suoi avversari.
Presto venne fuori che era il Teschio Rosso ad aver manovrato la Commissione ed elaborato un piano per far sì che Walker uccidesse Rogers: spacciandosi per quest'ultimo (avendo un corpo clonato da quello di Cap) gli fece credere di essere lui la causa di tutte le tragedie che lo avevano finora colpito e, una volta posto davanti al vero Steve Rogers, John lo attaccò con una furia selvaggia. Ne scaturì uno scontro dal quale uscì vincitore il Cap originale (che nel frattempo aveva assunto l'identità de il Capitano) e subito dopo apparve il Teschio: posti uno davanti all'altro i due erano assolutamente identici, ma John riuscì a capire chi fosse l'originale e colpì con il suo scudo l'impostore; questo, proprio mentre il Teschio cercava di avvelenare Steve con il suo letale gas della morte. L'impatto con lo scudo gli fece ingerire una dose massiccia di gas ed il suo volto, dapprima identico a quello di Rogers, si trasformò nell'orrenda maschera rossa dalla quale prese il suo nome: ora era realmente un Teschio Rosso!
Dopo questi eventi il governo fece le sue scuse a Steve Rogers e gli restituì uniforme e scudo.
Walker, dal canto suo, divenne U.S. Agent, usando lo scudo e il costume nero che era stato utilizzato da Steve Rogers nel periodo in cui fu destituito e fu inserito tra i Vendicatori della Costa Ovest come osservatore del governo. Gli altri supereroi non gradirono l'inserimento forzato di Walker tra le loro file (complice il carattere intransigente e prepotente di quest'ultimo) ma il suo valore in battaglia ed il suo coraggio lo resero un valido elemento del gruppo. U.S. Agent fece anche parte dei Force Works di Iron Man e dei New Invaders.

### Civil War
Durante la Civil War, Walker non fece parte direttamente delle forze di Iron Man, ma come agente operativo lavorò con lo S.H.I.E.L.D. per il governo. Mentre dava la caccia al criminale noto come Uomo Porpora, venne ferito proprio mentre quest'ultimo emigrava in Canada. Una volta ripresosi dalle ferite, venne messo da Tony Stark a capo dei nuovi Omega Flight come rappresentante americano in Canada.

### Potenti Vendicatori
Mentre si trovava in Canada con il suo team, John viene prescelto dalla rediviva Wanda Maximoff, che con un incantesimo lo trasportò nel suo paese d'origine, la Transia, per affrontare una minaccia mistica assieme ad altri suoi ex compagni di squadra: così dopo anni U.S. Agent tornò ad essere un Vendicatore, nella nuova squadra guidata da Hank Pym.
Accompagnato da Quicksilver, U.S. Agent deve recarsi in Tibet, per indagare sull'attendibilità di alcune voci che danno gli Inumani alleati della Cina comunista. John e Pietro sembrano malsopportarsi a vicenda, in quanto entrambi hanno un carattere irritante ed irritabile. In seguito scoprono in Cina un vecchio re Inumano, detto l'Innominato, che affronta l'Uomo Collettivo, l'Uomo Radioattivo e un gruppo di supereroi cinesi, sconfiggendoli facilmente in pochi secondi. A quel punto, U.S. Agent capisce che l'unico modo per sconfiggerlo è radunare tutti i Vendicatori, non solo quelli di Pym, ma anche i Nuovi Vendicatori, l'Iniziativa e i Vendicatori di Norman Osborn, quindi inviano una richiesta d'aiuto al palazzo infinito dei Potenti Vendicatori, ma il messaggio viene intercettato e cancellato da Loki, nei panni di Scarlet.
Dopo essersi risvegliati, i supereroi cinesi attaccano i due Vendicatori, nella battaglia l'Uomo Collettivo distrugge lo scudo di Walker (scudo che in seguito verrà sostituito da uno costruito appositamente per lui da Hank Pym). Dopo che l'Innominato viene sconfitto, i Potenti Vendicatori tornano in patria, giusto in tempo per affrontare l'Uomo Assorbente (che ha assorbito il potere del Cubo Cosmico) al fianco degli Oscuri Vendicatori di Norman Osborn. John Walker, noto conservatore, si dichiara apertamente sostenitore di Osborn per i successi ottenuti da lui durante l'invasione skrull; tuttavia, dopo aver sconfitto Crusher Creel, Norman lo degrada e gli toglie il titolo di U.S. Agent, in quanto lui è un ufficiale delle Forze Armate degli Stati Uniti colpevole di aver appoggiato un gruppo non riconosciuto.
Walker, ormai degradato, viene comunque contattato da Amadeus Cho per affrontare i Thunderbolts durante l'Assedio ad Asgard. John si trova ad affrontare il supersoldato Nuke nel tentativo di impedirgli di impossessarsi della Lancia di Odino, ma durante il combattimento il cyborg usa proprio quest'ultima per amputargli l'arto superiore e quello inferiore sinistro.

### Thunderbolts
Dato il valore dimostrato durante l'Assedio ad Asgard, Walker è stato promosso e gli è stata affidata la direzione del Raft, il carcere di massima sicurezza per supercriminali, dove sta aiutando Luke Cage nell'amministrare la nuova squadra dei Thunderbolts. Anche se costretto su una sedia a rotelle e con un uncino metallico al posto del braccio sinistro, John ha rifiutato di farsi impiantare arti cibernetici per non diventare un cyborg proprio come il mostro che lo ha storpiato.
Nonostante il suo handicap ha dimostrato di non essere indifeso e di sapersela ancora cavare benissimo, sconfiggendo in combattimento alcuni criminali durante una rivolta. Dopo la fuga di Norman Osborn a causa di alcuni traditori tra il personale del Raft, John Walker è stato interrogato dall'agente dello S.H.I.E.L.D., Daisy Johnson, che lo ha messo sulla lista dei sospettati.

### Dark Avengers
Mentre portava gli Oscuri Vendicatori in prigione, il jet con a bordo John e i criminali viene inghiottito in una terra alternativa, dove tre fazioni guidate rispettivamente da versioni distorte di Iron Man, la Cosa e il Dottor Strange si contendono il dominio del mondo. La strega June Convington, la "Scarlet Oscura", usa la tecnologia di quel mondo per guarire John dalle proprie menomazioni (utilizzando una versione completamente lobotomizzata del simbionte alieno di Venom) e farlo tornare ad essere US Agent, in modo da guidare la squadra fuori da quella terra impazzita e tornare al proprio modo. Una volta a casa, Walker decide di continuare a guidare la squadra, convinto che la squadra ravvedendosi può compiere grandi cose.

## Poteri e abilità
Il trattamento potenziante a cui si è sottoposto ha reso Walker un superumano di basso livello: la sua forza, la sua resistenza e la capacità di ripresa sono superiori a quelle di un normale essere umano (è in grado di sollevare diverse tonnellate). Inoltre è stato addestrato a muoversi e a battersi come il Cap originale, ciò l'ha reso un atleta formidabile e un superbo lottatore corpo a corpo. Anche per quanto riguarda l'uso dello scudo, Walker ha appreso un'abilità tale da divenire abile quasi quanto lo era Rogers, addestrato in questo dal mercenario Taskmaster.
Per un breve periodo, avendo buttato nelle acque dell'Hudson lo scudo tradizionale con il primo costume, U.S. Agent ottenne da Tony Stark due guanti speciali che avevano la possibilità di emanare energia fotonica modellabile sotto forma di scudo ma utilizzabile anche come proiettile. Dopo aver utilizzato un particolare scudo a forma di stella durante la militanza con i New Invaders, attualmente è tornato al tradizionale scudo rotondo in Vibranio.. Durante una missione con i Potenti Vendicatori, il suo scudo viene distrutto dall'Uomo Collettivo, ma Hank Pym gliene ha costruito un altro, apparentemente più resistente.

## Altri media

### Marvel Cinematic Universe

John Walker interpretato da Wyatt Russell nella miniserie televisiva The Falcon and the Winter Soldier.

John Walker, alias U.S. Agent, compare all'interno del Marvel Cinematic Universe (MCU), interpretato da Wyatt Russell e doppiato da Massimo Triggiani.
- John Walker è apparso per la prima volta come uno dei personaggi principali nella miniserie televisiva The Falcon and the Winter Soldier (2021), nella quale ricopre il ruolo del nuovo Capitan America, scelto dall'Esercito degli Stati Uniti, dopo le vicende mostrate nel film Avengers: Endgame.[5]
- Versioni alternative del personaggio appaiono anche nella prima serie animata dell'MCU What If...? (2021).
- Il personaggio appare nel film Thunderbolts* (2025), dove entra a far parte della squadra di antieroi (insieme alla Vedova Nera, il Soldato d'Inverno, il Red Guardian e Ghost), assemblata da Valentina Allegra de Fontaine.
- Il personaggio ricomparirà anche nella quinta serie animata dell'MCU Marvel Zombies (2025).
- U.S. Agent riapparirà nuovamente nel film Avengers: Doomsday (2026).

### Televisione
- Nel cartone animato Iron Man del 1994 in cui appariva l'intera formazione dei Force Works più War Machine, U.S. Agent fu scartato e sostituito con Occhio di Falco, forse per via della sua attitudine troppo violenta per una serie animata. Tuttavia furono realizzate alcune migliaia di esemplari di action figure di U.S. Agent per la linea di giocattoli legata al cartone, ora divenute richiestissime sui siti di aste online.[senza fonte]
- U.S. Agent appare nella serie animata Marvel Super Heroes: What The--?! del 2009.

### Videogiochi
- U.S. Agent appare in Marvel Super Heroes vs. Street Fighter.
- U.S. Agent appare in Marvel vs. Capcom: Clash of Super Heroes.
- U.S. Agent appare come skin di Capitan America in Marvel: La Grande Alleanza.
- U.S. Agent appare in Marvel Super Hero Squad.
- U.S. Agent appare in Marvel vs. Capcom Origins.
- U.S. Agent appare in Marvel Strike Force.